# Semyonovka
Semyonovka (in armeno Սեմյոնովկա?) è un comune dell'Armenia di 248 abitanti (2009) della provincia di Gegharkunik, fondato nel 1848 dai russi.